# Данилово (аеродром)
Данилово  — військовий аеродром поблизу міста Йошкар-Ола. На аеродромі базується 108-а окрема вертолітна ескадрилья РВСП РФ.

## Історія
На аеродромі з 1952 по 1994 роки базувався 681-й винищувальний авіаційний полк ППО.